# Psoquillidae
Psoquillidae (лат.) — семейство сеноедов из подотряда Trogiomorpha, включающее в себя 29 видов.

## Распространение
Небольшое, в видовом составе, широко распространённое семейство.

## Экология
Эти сеноеды встречаются на коре деревьев.

## Систематика
В составе семейства:
- Balliella
- Eosilla
- Psoquilla
- Rhyopsocidus
- Rhyopsocoides
- Rhyopsoculus
- Rhyopsocus